# Pic du Lac de Combeynot
Pic du Lac de Combeynot (3089 m n.p.m.) – szczyt w masywie Combeynot w grupie górskiej Écrins w Alpach Zachodnich we Francji.

## Położenie
Leży w południowej części masywu Combeynot. Część ta oddzielona jest od jego głównej, północnej części ze szczytami Pics de Combeynot, płytką przełączką, zwaną Brèche du Vallon de la Route (2914 m n.p.m.) oraz dolinką Vallon du Fontenil, której górne piętro zajmuje jezioro Combeynot. Pic du Lac de Combeynot stanowi najwyższy punkt owej części południowej, w której oprócz tego wyróżniają się szczyty Pointe de l’Étandard (2981 m n.p.m.) i Roche Bernard (2698 m n.p.m.), oba położone na wschód od niego. Od Pic du Lac de Combeynot w kierynku południowo-zachodnim schodzi grań, kończąca się kopulastą górką zwaną Pradieu (2579 m n.p.m.) nad samą przełęczą Arsine. Pomiędzy podobnymi graniami leżą liczne kotlinowate, piarżyste dolinki.